# Jérôme Pétion

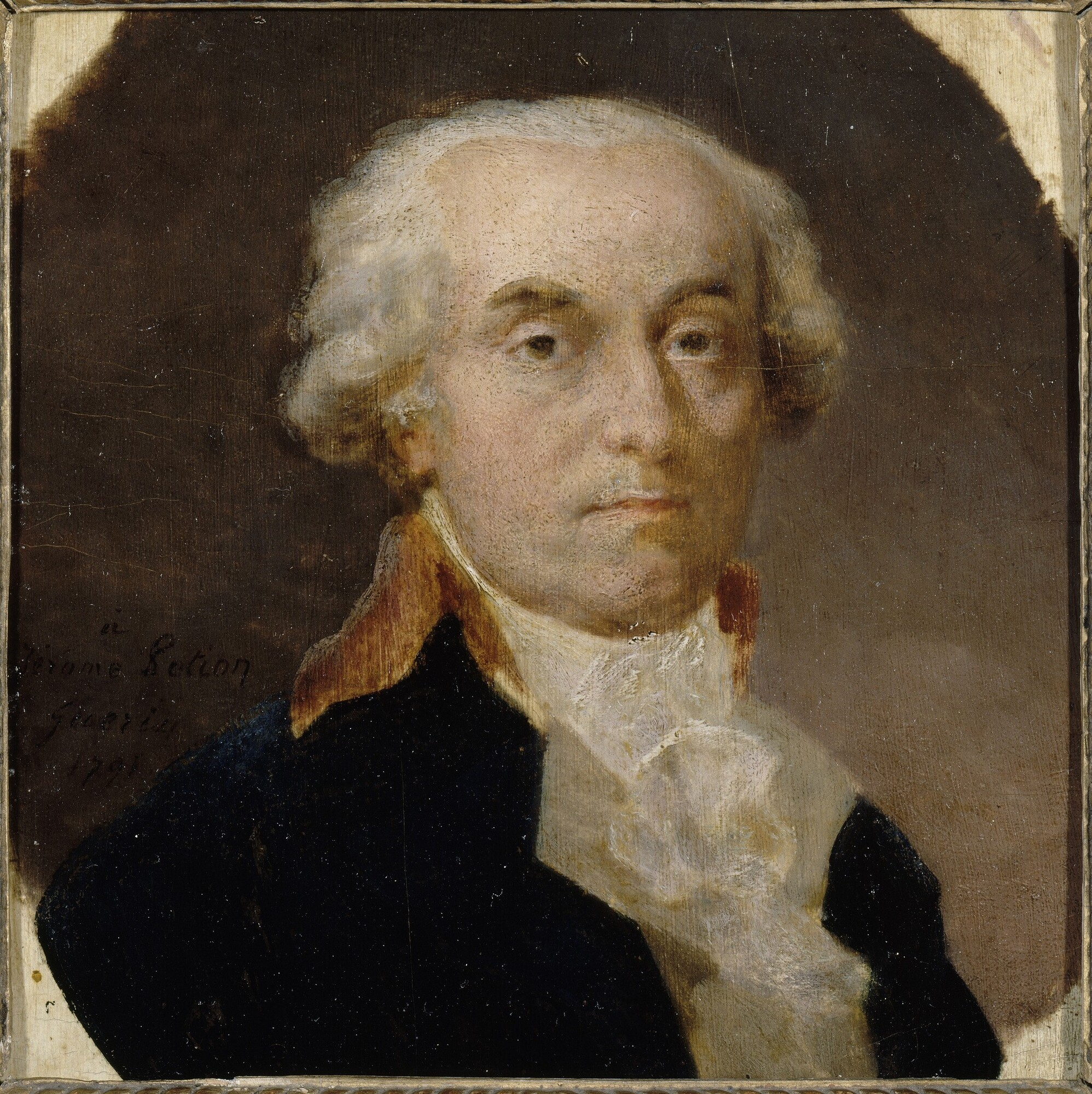
Portretschilderij

Jérôme Pétion de Villeneuve (Chartres, 3 januari 1756 – Saint-Magne-de-Castillon, ca. 24-25 juni 1794) was een Frans jurist en revolutionair. Hij was lid van de Nationale Grondwetgevende Vergadering (1789-1791), burgemeester van Parijs (1791-1792) en zetelde in de Nationale Conventie (1792-1793). Met zijn radicale standpunten was hij invloedrijk in de eerste jaren van de Revolutie, maar toen hij gas terugnam verloor hij aan populariteit. Hij behoorde tot de 31 afgezette girondijnen, probeerde een opstand te organiseren, werd in het nauw gedreven en benam zich het leven.

## Jonge jaren
Hij was de enige zoon van de advocaat en rechter Jérôme Pétion (1725-1800). Na zijn schooltijd in het oratorianencollege van Vendôme behaalde hij zijn rechtendiploma aan de universiteit van Reims. In 1778 schreef hij zich in aan de balie van Chartres. Hij was in die stad ook de afgevaardigde van de intendant van Orléans. In 1782 trouwde hij met Suzanne Lefebvre en het volgende jaar kregen ze hun enige kind, Louis.
Naast zijn rechts- en bestuurspraktijk begon Pétion te publiceren over maatschappelijke vraagstukken en probeerde hij naam te maken door deelname aan literaire wedstrijden. Zijn boek Les Lois civiles et l'administration de la justice (1782) werd door de rechtbanken verboden. Hij uitte zich tegen de zegelbrieven, voor meer gelijkheid onder erfgenamen en voor het toelaten van echtscheiding.  In Essai sur le mariage (1785) nam hij het priestercelibaat in het vizier en pleitte hij terloops voor een betere verdeling van de eigendom (volgens het idee dat tien voorspoedige boeren productiever waren dan één rijke grootgrondbezitter). Ook kwam hij op voor persvrijheid en voor de afschaffing van het feodalisme. Ten tijde van de Assemblées des Notables en in de aanloop naar de Staten-Generaal publiceerde hij tal van traktaten en pamfletten. Hij werd voorts een vroeg en actief lid van de Société des Amis des Noirs, die de slavernij van zwarten aan de kaak stelde.

## Grondwetgevende Vergadering

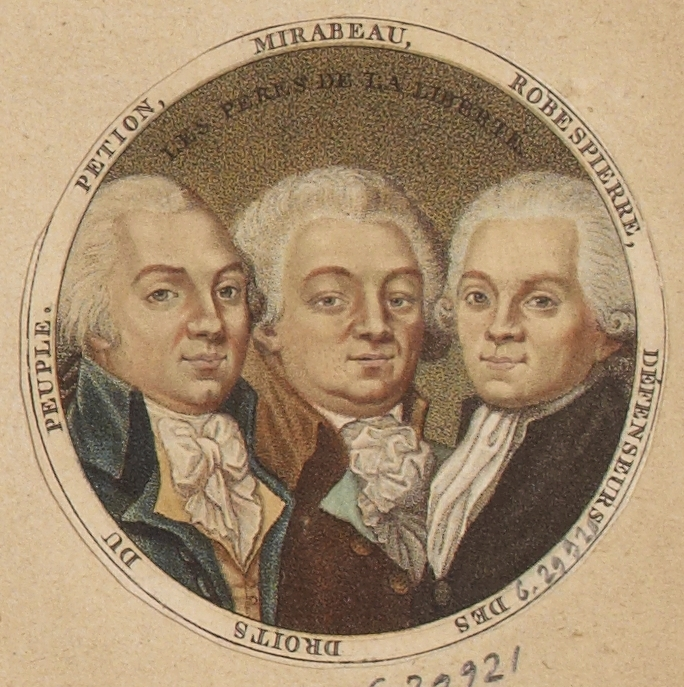
Pétion, Mirabeau en Robespierre afgebeeld als "vaders van de vrijheid" (ca. 1789-1791)

In 1789 stuurde de derde stand van het baljuwschap Chartres hem met 164 stemmen op 190 kiezers naar de Staten-Generaal. Hij legde de Eed op de Kaatsbaan af en nam plaats tussen de kleine groep vooruitstrevende patriotten. In het bijzonder raakte hij bevriend met François Buzot en Maximilien de Robespierre, wier democratische aspiraties hij deelde. Brissot kende hij dan weer van zijn jeugd in Chartres. Hij was lid van vijf commissies (Rédaction, Constitution, Recherches, Avignon, Révision de la constitution). Hij bekampte het koninklijk vetorecht in welke vorm ook, het tweekamerstelsel en het passief cijnskiesrecht (minstens moesten alle actieve burgers zich verkiesbaar kunnen stellen).
Pétion was een van de meest fervente sprekers, ook in de jacobijnenclub en op de salons van het echtpaar Roland, waar hij tot de vaste genodigden behoorde. Hij zat in de commissie voor grondwetsherziening en werd gekozen tot secretaris en vervolgens voorzitter van de Nationale Vergadering.
Toen Lodewijk XVI in juni 1791 een constitutionele en veiligheidscrisis veroorzaakte door zijn vlucht met de koninklijke familie, werd Pétion met Barnave en Latour-Maubourg aangeduid om het onderschepte konvooi terug naar Parijs te begeleiden. In zijn verslag vermeldde hij dat Madame Elisabeth in de koets zou hebben gezwijmeld voor zijn charmes. In een meer aards register vroeg hij de inbeschuldigingstelling van de koning. Hij werd die 21e juni ook verkozen tot voorzitter van de criminele rechtbank van Parijs. Onder de Parijse bevolking was hij een held. Na de afsluitende zitting van de Grondwetgevende Vergadering op 30 september werd hij met Robespierre op de schouders gehesen.

## Burgemeester van Parijs
Op 14 november 1791 werd Pétion tot burgemeester van Parijs verkozen. Hij versloeg La Fayette met 6708 stemmen op 10.632 kiezers. Daarmee kwam hij op een positie die cruciaal was voor de ordehandhaving in de hoofdstad. Om die reden werd hij soms direct benaderd door de koning, wat hem irriteerde. Hij wenste dat de constitutionele wegen werden bewandeld en accepteerde geen directe instructies. Hij geloofde in de kracht van democratie en rationeel debat, alsook in het weerstaan van geweld. De druk van de straat stelde dit onderscheid op de proef. Op 20 juni verhinderde hij niet dat een massademonstratie tegen de koninklijke veto's het Tuilerieënpaleis binnendrong. Volgens hem was de menigte te groot om zonder bloedbad te bedwingen. Het door feuillants gedomineerde departementsbestuur aanvaardde zijn argumenten niet. Op 6 juli schorste het hem en duidde het Philibert Borie aan als vervanger, maar de secties bewapenden zich en een week later werd de schorsing tenietgedaan door de Wetgevende Vergadering. De dag nadien was hij de held op de 14 juli-viering.
Op 3 augustus plaatste Pétion zijn handtekening onder een petitie van de 48 secties die de afzetting van de koning eiste. Niettemin waarschuwde hij tegen geweld en maande hij te wachten op de beslissing van de Wetgevende Vergadering. Het door oorlog bedreigde Parijs had echter geen geduld meer. Aan de vooravond van de Bestorming van de Tuilerieën werd hij onder huisarrest geplaatst en de koning kwam ten val zonder hem. Ondanks zijn afwezigheid verweten tegenstanders hem nadien stilzwijgende goedkeuring.
De opstandige commune triomfeerde en herstelde hem na enig getalm in zijn burgemeesterschap. Omgekeerd besliste hij ook met de commune samen te werken, zij het niet van ganser harte. De radicale pers begon kritisch over hem te schrijven, Marat op kop. Hébert spotte met de schoolmeesterachtige manier waarop hij de bevolking aansprak. Zelf verklaarde hij achteraf dat educatie zou hebben gewerkt zonder de perverse ophitsers. In elk geval ontglipte hem de controle over de gebeurtenissen. Hij kon niets inbrengen tegen de huiszoekingen en bleef passief tijdens de Septembermoorden in de gevangenissen, die zijn conceptie van de goedaardigheid van het volk aan duigen sloegen. Op de eis om de voedselprijzen onder controle te brengen ging hij niet in, hij was geneigd tot economisch liberalisme.

## Nationale Conventie
In de wetgevende verkiezingen van september 1792 behaalde Pétion in Eure-et-Loir 274 stemmen op 354 kiezers, wat voldoende was om hem als derde van de negen kandidaten naar de Conventie te sturen. Hij nam ontslag als burgemeester en werd op de openingszitting bijna unaniem verkozen tot de eerste voorzitter van de vergadering. Op 18 oktober werd hij tot veler verrassing herkozen als burgemeester van Parijs (13.746 stemmen op 15.317 kiezers), maar hij zag af van het ambt om in de Conventie te blijven.
In november veroordeelde Pétion in een toespraak voor de Conventie de Septembermoorden en de complotmentaliteit van Robespierre. De repliek liet niet op zich wachten. In twee snoeiharde pamfletten verweet Robespierre hem in december corruptie en verraad. Zijn ooit enorme populariteit was nu in vrije val. Hij sloot zich aan bij de girondijnen en stemde op het proces van Lodewijk XVI voor de doodstraf met beroep op het volk en met uitstel. In het voorjaar van 1793 liepen de spanningen tussen girondijnen en montagnards verder op, met wederzijdse intenties om elkaar af te zetten. Op 26 maart werd Pétion verkozen in het nieuwe Comité de salut public. Op 12 april kruiste hij de degens met Robespierre en Danton op een bewogen zitting, maar dat hij nog steeds niet puur in termen van partijstrijd dacht, toonde hij door op de volgende dag tegen de arrestatie van Marat te stemmen.

## Arrestatie, vlucht en dood
Het waren uiteindelijk de montagnards die de machtsstrijd wonnen, doordat 31 girondijnen werden afgezet in de opstand van 2 juni 1793. Pétion was onder de getroffenen. Daar hij onder bewaking nog kon bewegen, ging hij op 24 juni dineren bij Masuyer en wist hij met de hulp van Paul Bosc te ontsnappen. Hij vluchtte naar het broeierige Caen, waar hij met Guadet probeerde Normandië tegen de Conventie in het geweer te brengen. Dit was de tijd van de Federalistische opstanden, waarin ook royalisten en contrarevolutionairen zich mengden. Op 28 juli vernam hij dat hij vogelvrij was verklaard als verrader van het vaderland, terwijl zijn vrouw gevangen was gezet. Na de nederlaag bij Brécourt trok hij zich terug naar Finistère, om daar in te schepen naar de opstandige Gironde.
Met Buzot en Barbaroux dook hij maandenlang onder in Saint-Émilion bij de pruikenmaker Troquart. Toen Salle en Guadet werden gearresteerd, voelde hij zich niet langer veilig en verliet hij zijn schuilplaats met Buzot en Barbaroux. Ze werden opgejaagd door Jullien de Paris. Toen ze werden opgemerkt, gaven Pétion en Buzot zich in een graanveld de dood met hun pistolen. Hun lijken werden 's nachts ontdekt, aangevreten door honden.
In een blikken doos werden belangrijke papieren gevonden, waaronder memoires en een princiepsverklaring van Buzot en Pétion, alsook brieven van de laatste aan zijn echtgenote en aan zijn zoon Louis. In de brief aan Louis, die nooit de bestemmeling heeft bereikt, drong hij erop aan hem te wreken, voor zover het gerecht dat niet zou doen. Nauwelijks een maand na zijn dood zouden de robespierristen ten val komen. De thermidoriaanse Conventie, waarin weliswaar nog altijd veel "terroristen" zetelden, verleende hem op 26 juni 1795 eerherstel en kende een pensioen van tweeduizend franc toe aan zijn weduwe, die pas sinds 9 december 1794 in vrijheid was gesteld.

## Eerbetoon
- Op de plaats waar zijn lijk werd gevonden, lange tijd champs des émigrés genoemd, is een gedenkteken opgericht.[3]
- In Parijs en in Chartres is er een Rue Pétion.

## Publicaties
- Moyens proposés pour prévenir l'infanticide (1781)
- Les lois civiles et l'administration de la justice ramenées à un ordre simple et uniforme, ou Réflexions morales, politiques, etc., etc., sur la manière de rendre la justice en France avec le plus de célérité et le moins de frais possible (1782)
- Essai sur le mariage considéré sous des rapports naturels, moraux et politiques, ou Moyens de faciliter et d'encourager les mariages en France (1785)
- Avis aux français sur le salut de la patrie (1789)
- Discours sur les troubles de Saint-Domingue (1790)
- Discours sur la liberté de la presse (1791)
- Redenvoering van Hieronimus Pétion, over de beschuldiging, ingebragt tegen Maximiliaan Robespierre. Haarlem, J. Tetmans (1792)
- Œuvres de Pétion de Villeneuve. Tome premier, 4 dln. (1793)
- Mémoires inédits de Pétion et Mémoires de Buzot et de Barbaroux (1866)

## Voetnoten
1. ↑  De overlijdensdatum wordt doorgaans als 18 juni gegeven, maar dat berust op een vergissing: zie Michel Biard, La liberté ou la mort. Mourir en député, 1792-1795, 2015, p. 212
2. ↑  Paul R. Hanson, Jacobin Republic Under Fire. The Federalist Revolt in the French Revolution, 2010, p. 42
3. ↑  Jean Bariller, François Buzot. Un Girondin normand, 1760-1794, 1993, p. 349

- Biblioteca Nacional de España: XX1015178
- Bibliothèque nationale de France: cb125126715 (data)
- Gemeinsame Normdatei: 124418236
- International Standard Name Identifier: 0000 0001 1628 4499
- Library of Congress Control Number: n87890849
- Nationale Bibliotheek van Tsjechië: xx0023720
- Nationale Bibliotheek van Israël: 987007409060705171
- Nederlandse Thesaurus van Auteursnamen: 273842579
- SNAC: w6px2522
- Système universitaire de documentation: 058756426
- Trove: 1492697
- Union List of Artist Names: 500354250
- Virtual International Authority File: 41947350
- WorldCat: E39PBJccbdBKDmj9mYtYDcYHG3